# تل بیت میرسیم

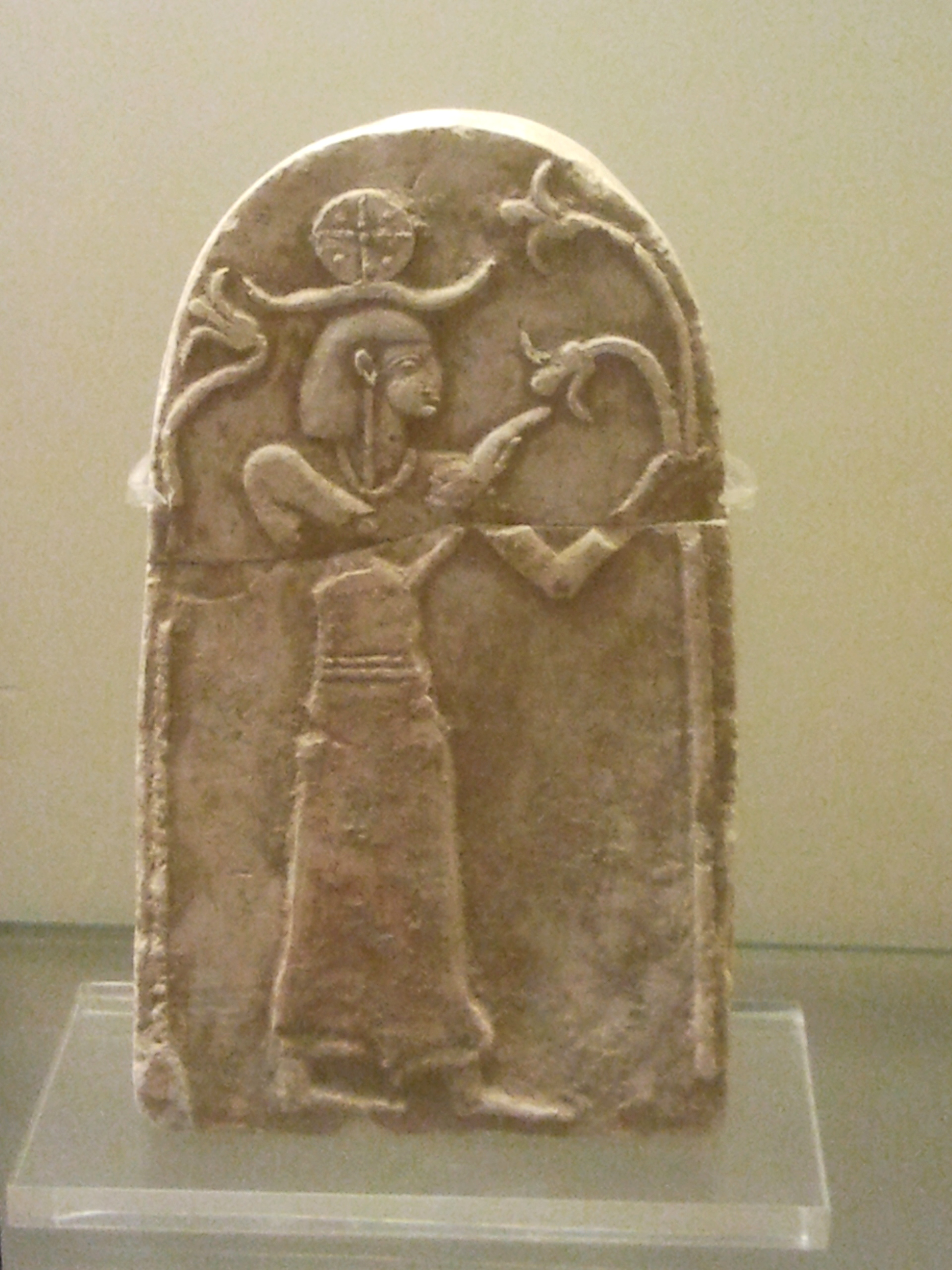
استل از تل بیت میرسیم

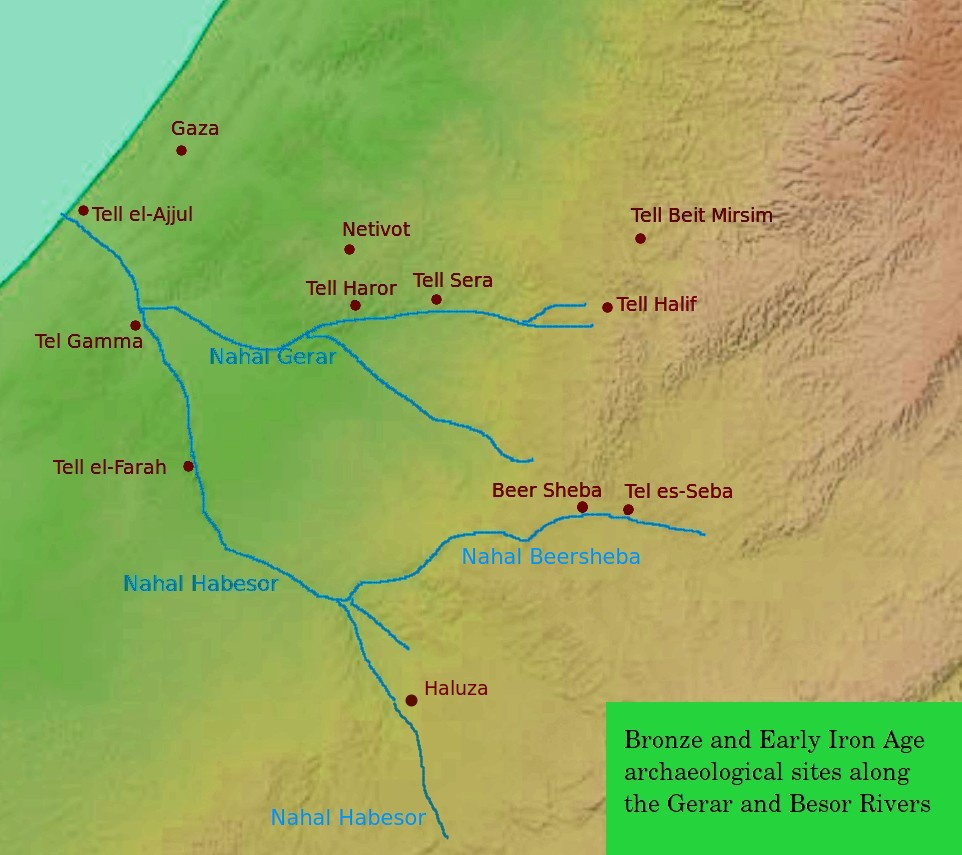
موقعیت تل بیت میرسیم در میان دیگر محوطه‌های عصر مفرغ و اوایل عصر آهن در این منطقه.

تل بیت میرسیم محوطه‌ای باستانی در اسرائیل است که در مرز بین دشت‌های شفلا و کوه الخلیل قرار دارد. این محوطه در حدود 13 کیلومتری جنوب شرق لاچیش و در حدود 20 کیلومتری جنوب غربی الخلیل واقع شده است.

## کاوش‌ها
این محوطه به مدت چهار فصل (1926، 1928، 1930 و 1932) توسط ویلیام اف آلبرایت کاوش شد. 
در این حفاری 10 یا 11 لایه از اواخر هزارۀ سوم قبل از میلاد تا حدود 589 قبل از میلاد شناسایی شد. این سایت از اهمیت ویژه‌ای برای باستان‌شناسی فلسطین برخوردار است، زیرا سفال در لایه‌های مختلف به خوبی مشاهده شده و نتایج مطالعات آن به سرعت انتشار یافته است. این مجموعه سفالی از دیرباز به عنوان معیار باستان‌شناسی در منطقه به شمار می‌رفته است.

## طرح شهر

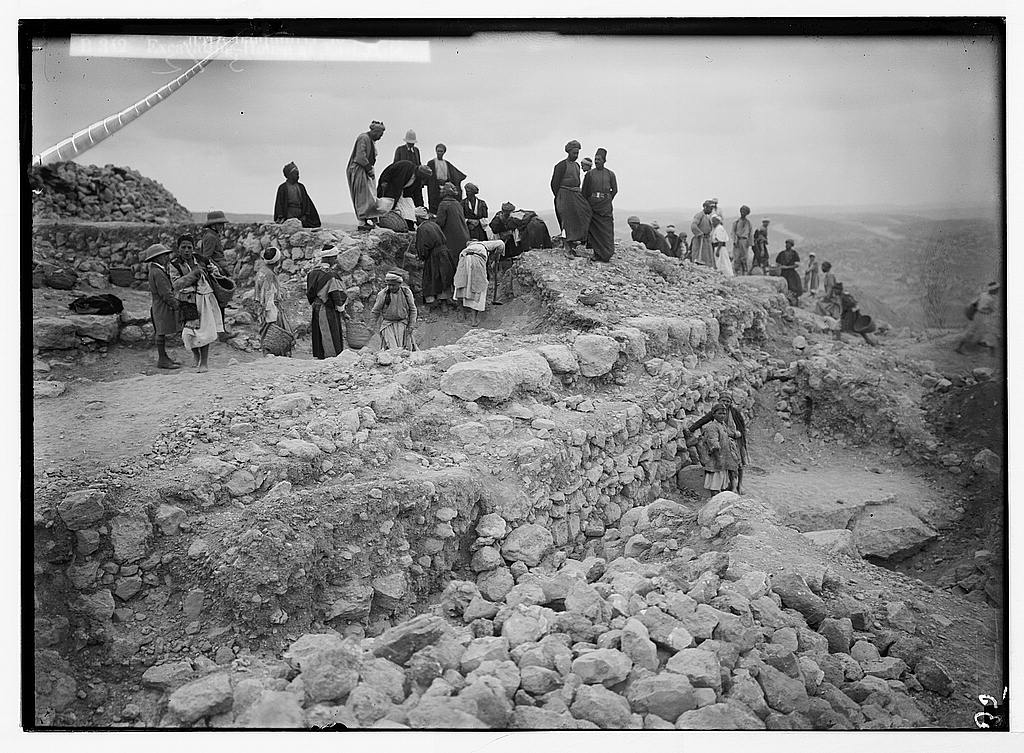
حفاری در تل بیت میرسیم در سال 1926. حفاری خانه در دروازه شرقی

این سایت دارای "طرح شهری مشخصه پادشاهی یهودا است که از محوطه‌های دیگر " از جمله بیت شمش، تل النسبه ، خربت قیافه و بئرشبع نیز شناخته شده است.

## شناسایی محوطه
آلبرایت این ویرانه را با شهر دبیر در کتاب مقدس یا کیریات سفر یا نام دیگری تطبیق داد.  او امیدوار بود که یک آرشیو باستانی در آنجا پیدا کند. این تطبیق در حال حاضر توسط جامعه باستان‌شناسی پذیرفته نشده است. خربت رابود به عنوان مکان محتمل‌تر برای تطبیق با این شهر معرفی شده در کتاب مقدس دیده می‌شود. 

## کتابشناسی - فهرست کتب
- Conder, C.R.; Kitchener, H.H. (1883). The Survey of Western Palestine: Memoirs of the Topography, Orography, Hydrography, and Archaeology. Vol. 3. London: Committee of the Palestine Exploration Fund. (pp. 279,  290)
- Ganor, Sa‘ar; Weiss, Shifra; Aladjem, Emil (2019-08-12). "Tell Beit Mirsim (South)" (131). Hadashot Arkheologiyot – Excavations and Surveys in Israel. {{cite journal}}: Cite journal requires |journal= (help)
- Gedy, Miki Ein; Golan, Karni (2007-01-14). "Tell Beit Mirsim" (119). Hadashot Arkheologiyot – Excavations and Surveys in Israel. {{cite journal}}: Cite journal requires |journal= (help)
- Guérin, V. (1869). Description Géographique Historique et Archéologique de la Palestine (به فرانسوی). Vol. 1: Judee, pt. 2. Paris: L'Imprimerie Nationale. (p. 349)
- Palmer, E. H. (1881). The Survey of Western Palestine: Arabic and English Name Lists Collected During the Survey by Lieutenants Conder and Kitchener, R. E. Transliterated and Explained by E.H. Palmer. Committee of the Palestine Exploration Fund. (p. 379)

## لینک های خارجی
- بررسی فلسطین غربی، نقشه 20: IAA ، Wikimedia Commons

الگو:Sites of the Israelite Settlement